# قائمة رؤساء وزراء غينيا الاستوائية
تسرد هذه المقالة رؤساء وزراء غينيا الاستوائية وهي دولة تقع في خليج غينيا. رئيس وزراء غينيا الاستوائية هو عضو في مجلس الوزراء، الذي يرأسه الرئيس. كان بونيفاسيو أوندو إيدو أول شخص يشغل منصب رئيس وزراء غينيا الإسبانية السابق، والذي دخل حيز التنفيذ في 15 ديسمبر 1963. الرئيس الحالي هو مانويل أوسا نسو نسو، الذي تولى منصبه في 17 أغسطس 2024.

## قائمة أصحاب المناصب
الأحزاب السياسية
الفصائل الأخرى

### رئيس وزراء غينيا الإسبانية (1963–1968)
| الرقم | الصورة | الإسم (الميلاد- الوفاة)          | الإنتخابات | المنصب         | المنصب         | المنصب            | الحزب السياسي                         |
| الرقم | الصورة | الإسم (الميلاد- الوفاة)          | الإنتخابات | بدأ المنصب     | نهاية المنصب   | الزمن في المنصب   | الحزب السياسي                         |
| ----- | ------ | -------------------------------- | ---------- | -------------- | -------------- | ----------------- | ------------------------------------- |
| 1     |        | بونيفاسيو أوندو إيدو (1922–1969) | 1964       | 15 ديسمبر 1963 | 12 أكتوبر 1968 | 4 سنوات و302 أيام | حركة الوحدة الوطنية لغينيا الاستوائية |

### رؤساء وزراء غينيا الاستوائية (1968-حتى الآن)
| الرقم                                          | الصورة                                         | الإسم (الميلاد- الوفاة)                        | الإنتخابات                                     | المنصب                                         | المنصب                                         | المنصب                                         | الحزب السياسي                                  | الرئيس          |
| الرقم                                          | الصورة                                         | الإسم (الميلاد- الوفاة)                        | الإنتخابات                                     | بدأ المنصب                                     | نهاية المنصب                                   | الزمن في المنصب                                | الحزب السياسي                                  | الرئيس          |
| ---------------------------------------------- | ---------------------------------------------- | ---------------------------------------------- | ---------------------------------------------- | ---------------------------------------------- | ---------------------------------------------- | ---------------------------------------------- | ---------------------------------------------- | --------------- |
| ألغيت الوظيفة (12 أكتوبر 1968 – 15 أغسطس 1982) | ألغيت الوظيفة (12 أكتوبر 1968 – 15 أغسطس 1982) | ألغيت الوظيفة (12 أكتوبر 1968 – 15 أغسطس 1982) | ألغيت الوظيفة (12 أكتوبر 1968 – 15 أغسطس 1982) | ألغيت الوظيفة (12 أكتوبر 1968 – 15 أغسطس 1982) | ألغيت الوظيفة (12 أكتوبر 1968 – 15 أغسطس 1982) | ألغيت الوظيفة (12 أكتوبر 1968 – 15 أغسطس 1982) | ألغيت الوظيفة (12 أكتوبر 1968 – 15 أغسطس 1982) | تيودورو أوبيانغ |
| 1                                              |                                                | كريستينو سيريش بيوكو (1940–2024)               | 1983                                           | 15 أغسطس 1982                                  | 4 مارس 1992                                    | 9 سنوات و202 أيام                              | مستقل (حتى عام 1987)                           | تيودورو أوبيانغ |
|                                                | 1988                                           | كريستينو سيريش بيوكو (1940–2024)               | الحزب الديمقراطي لغينيا الاستوائية             | 15 أغسطس 1982                                  | 4 مارس 1992                                    | 9 سنوات و202 أيام                              |                                                | تيودورو أوبيانغ |
| 2                                              |                                                | سيلفستر سيال بيليكا (ولد عام 1939؟)            | الحزب الديمقراطي لغينيا الاستوائية             | 1993                                           | 4 مارس 1992                                    | 1 أبريل 1996                                   | 4 سنوات و28 أيام                               | تيودورو أوبيانغ |
| 3                                              |                                                | أنخيل سيرافين سيريش دوغان (من مواليد 1946)     | الحزب الديمقراطي لغينيا الاستوائية             | 1999                                           | 1 أبريل 1996                                   | 4 مارس 2001                                    | 4 سنوات و337 أيام                              | تيودورو أوبيانغ |
| 4                                              |                                                | كانديدو مواتيتيما ريفاس (1960–2014)            | الحزب الديمقراطي لغينيا الاستوائية             | 2004                                           | 4 مارس 2001                                    | 11 يوليو 2004                                  | 3 سنوات و129 أيام                              | تيودورو أوبيانغ |
| 5                                              |                                                | ميغيل ابيا بيتيو بوريكو (1961–2012)            | الحزب الديمقراطي لغينيا الاستوائية             | —                                              | 11 يوليو 2004                                  | 14 أغسطس 2006                                  | 2 سنوات و34 أيام                               | تيودورو أوبيانغ |
| 6                                              |                                                | ريكاردو مانجو أوباما نفوبيا (من مواليد 1961)   | الحزب الديمقراطي لغينيا الاستوائية             | 2008                                           | 14 أغسطس 2006                                  | 8 يوليو 2008                                   | 1 سنة و329 أيام                                | تيودورو أوبيانغ |
| 7                                              | 60 بكسل                                        | إجناسيو ميلام تانغ (ولد عام 1940)              | الحزب الديمقراطي لغينيا الاستوائية             | —                                              | 8 يوليو 2008                                   | 21 مايو 2012                                   | 3 سنوات و318 أيام                              | تيودورو أوبيانغ |
| 8                                              |                                                | فيسنتي إيهاتي تومي (من مواليد 1968)            | الحزب الديمقراطي لغينيا الاستوائية             | 2013                                           | 21 مايو 2012                                   | 23 يونيو 2016                                  | 4 سنوات و33 أيام                               | تيودورو أوبيانغ |
| 9                                              |                                                | فرانسيسكو باسكوال أوباما أسو (من مواليد 1949)  | الحزب الديمقراطي لغينيا الاستوائية             | 2017 2022                                      | 23 يونيو 2016                                  | 1 فبراير 2023                                  | 6 سنوات و223 أيام                              | تيودورو أوبيانغ |
| 10                                             |                                                | مانويلا روكا بوتي (مواليد 1973)                | الحزب الديمقراطي لغينيا الاستوائية             | —                                              | 1 فبراير 2023                                  | 17 أغسطس 2024                                  | 1 سنة و198 أيام                                | تيودورو أوبيانغ |
| 11                                             |                                                | مانويل أوسا نسو نسو (من مواليد 1976)           | الحزب الديمقراطي لغينيا الاستوائية             | —                                              | 17 أغسطس 2024                                  | الحالي                                         | 206 أيام                                       | تيودورو أوبيانغ |

## أنظر ايضا
- رئيس غينيا الاستوائية

## روابط خارجية
- رجال الدولة العالميون – غينيا الاستوائية